# PPP1R14D
PPP1R14D (англ. Protein phosphatase 1 regulatory inhibitor subunit 14D) – білок, який кодується однойменним геном, розташованим у людей на 15-й хромосомі. Довжина поліпептидного ланцюга білка становить 145 амінокислот, а молекулярна маса — 16 508.
| 10         |  | 20         |  | 30         |  | 40         |  | 50         |
| ---------- |  | ---------- |  | ---------- |  | ---------- |  | ---------- |
| MLSSSPASCT |  | SPSPDGENPC |  | KKVHWASGRR |  | RTSSTDSESK |  | SHPDSSKIPR |
| SRRPSRLTVK |  | YDRGQLQRWL |  | EMEQWVDAQV |  | QELFQDQATP |  | SEPEIDLEAL |
| MDLSTEEQKT |  | QLEAILGNCP |  | RPTEAFISEL |  | LSQLKKLRRL |  | SRPQK      |

A: Аланін

C: Цистеїн

D: Аспарагінова кислота

E: Глутамінова кислота

F: Фенілаланін

G: Гліцин

H: Гістидин

I: Ізолейцин

K: Лізин

L: Лейцин

M: Метіонін

N: Аспарагін

P: Пролін

Q: Глутамін

R: Аргінін

S: Серин

T: Треонін

V: Валін

W: Триптофан

Кодований геном білок за функціями належить до фосфопротеїнів, . 
Локалізований у цитоплазмі.